# Еманчанское сельское поселение
Еманчанское сельское поселение — упразднённое муниципальное образование в Хохольском районе Воронежской области.
Административным центром было село Еманча 1-я.

## История
Законом Воронежской области от 13 апреля 2015 года № 40-ОЗ, Хохольское городское поселение, Еманчанское и Хохольское сельские поселения преобразованы, путём объединения, в Хохольское городское поселение с административным центром в рабочем посёлке Хохольском.